# Fanden på væggen
Fanden på væggen er en dansk dokumentarfilm fra 1970, der er instrueret af Flemming la Cour efter manuskript af Kresten Bjerg.

## Handling
Filmen fremtræder som et anskuelsesmateriale til illustration af en vigtig social mekanisme: At mennesker støder på mere eller mindre klart udtrykte forventninger til deres adfærd i forskellige situationer. Selve forventningen kan, især når den er forbundet med noget ubehageligt eller galt, fremkalde den reaktion, som den selv venter. Denne socialpsykologiske sammenhæng belyses gennem en række tilrettelagte situationer som eksempler på karakteristiske forventningsreaktioner - hos børn i forhold til voksne, hos voksne i forhold til voksne og i større sammenhæng hos samfundet i forhold til borgerne.